# Tarana (film 1951)
Tarana è un film Hindi del 1951, scritto e prodotto da K S Daryani e diretto da Ram Daryani. Le star del cinema Dilip Kumar e Madhubala insieme per la prima volta, con anche Shyama e Jeevan. Anil Biswas ha scritto la musica per il film e una delle esibizioni più famose è il duetto Seene Mein Sulagte Hain Arman, cantata da Talat Mehmood e Lata Mangeshkar per Dilip Kumar e Madhubala.

## Trama
Un giovane dottore rientrando dall'estero rimane bloccato in un villaggio dopo che l'aereo sul quale si trovava ha avuto dei problemi e si è schiantato. Incontra una bellissima ragazza del posto, che è anche la figlia del suo padrone di casa cieco, e si innamora di lei. La relazione amorosa non è ben vista dagli abitanti del villaggio, specialmente da un suo corteggiatore. Quest'ultimo ordisce un complotto per allontanare il dottore dal villaggio e al tempo stesso danneggia la reputazione della ragazza. Gli innamorati vengono separati ed il dottore, a causa di un evento fuorviante, crede che la sua amata sia morta e si rassegna ad una vita demoralizzante e ad un matrimonio senza amore. La ragazza, nel frattempo, perde suo padre in un incendio e parte alla ricerca dell'amore perduto.

## Colonna sonora
1. Lata Mangeshkar, Talat Mehmood – Nain Miley, Nain Huwe Bawre (testo: Prem Dhawan)
2. Lata Mangeshkar, Sandhya Mukherjee – Bol Papihe Bol (testo: Prem Dhawan)
3. Lata Mangeshkar – Mohse Rooth Gayo Mora Savariya (testo: D. N. Madhok)
4. Lata Mangeshkar – Yun Chhup Chhup Ke Mera Aana (testo: D. N. Madhok)
5. Lata Mangeshkar – Beimaan Tohre Nainwa (testo: D. N. Madhok)
6. Lata Mangeshkar, Talat Mehmood – Seene Mein Sulagte Hain Armaan (testo: Prem Dhawan)
7. Lata Mangeshkar – Wapas Le Le Yeh Jawani
8. Talat Mehmood – Ek Main Hoon Ek Meri
9. Lata Mangeshkar – Woh Din Kahan Gaye Bata (testo: D. N. Madhok)